# Gail Russell
Gail Russell (Chicago, Illinois, 21 de setembro de 1924 - Los Angeles, Califórnia, 27 de agosto de 1961) foi uma atriz norte-americana.

## Vida e carreira
Nascida em Chicago, Gail mudou-se com a família para Los Angeles aos 14 anos de idade, onde continuou os estudos. Foi descoberta por um caçador de talentos da Paramount em um curso de arte dramática, onde fora matriculada por seus pais, na esperança de que conseguisse vencer sua paralisante timidez. De rara beleza, dona de um par de olhos melancólicos e angelicais, enquadrados em um rosto oval perfeito, Gail estreou nas telas em 1943 na pequena comédia Henry Aldrich Gets Glamour. Entre os filmes que fez a seguir, destacam-se The Uninvited e Our Hearts Were Young and Gay, ambos de 1944. Em 1947, atuou ao lado de John Wayne no faroeste Angel and the Badman e ao lado de Alan Ladd no noir Calcutta, ambos grandes sucessoss de público.
Entretanto, durante as filmagens de The Uninvited, Gail adquirira o hábito de ingerir bebida alcoólica para anular sua insegurança e medo de palco. O hábito tornou-se vício e seu contrato não foi renovado.  Para piorar, envolveu-se em um pretenso adultério com John Wayne, o que teria levado ao fim do casamento deste com  Esperanza Baur, que orquestrou uma campanha difamatória contra ela. Gail também teve problemas com a lei ao ser presa por dirigir embriagada. Na ocasião, acudida por Guy Madison, com quem se casara em 1949, destruiu a fachada de um bar com seu carro logo a seguir. Madison tentou livrá-la do vício, mas o divórcio veio em 1954.
Mesmo com a reputação manchada e a popularidade em baixa, Gail ainda apareceu em alguns filmes, o mais notável deles sendo Seven Men from Now (1956), com Randolph Scott. Porém, cada vez mais só e desamparada, continuou a beber freneticamente até que, em 27 de agosto de 1961, desconfiados de seu silêncio, os vizinhos chamaram a polícia. Arrombada a porta, Gail foi encontrada morta, agarrada a uma garrafa de vodca, em meio a outras vazias, espalhadas pelo apartamento. Causa da morte: infarto induzido pela ingestão de álcool. Ela tinha apenas 36 anos de idade.

## Filmografia[1]
| Ano  | Nome original                 | Nome PT/BR                  | Nome PT/PT        | Notas          |
| ---- | ----------------------------- | --------------------------- | ----------------- | -------------- |
| 1943 | Henry Aldrich Gets Glamour    | Tentação das Garotas        |                   |                |
| 1944 | Lady in the Dark              | A Mulher Que Não Sabia Amar |                   |                |
| 1944 | The Uninvited                 | O Solar das Almas Perdidas  | A Casa Assombrada |                |
| 1944 | Our Hearts Were Young and Gay | Almas em Flor               |                   |                |
| 1945 | The Unseen                    | Medo Que Domina             |                   |                |
| 1945 | Salty O'Rourke                | Quase uma Traição           | Quase Uma Traição |                |
| 1945 | Duffy's Tavern                | A Taverna de Duffy          |                   | Como ela mesma |
| 1946 | Our Hearts Were Growing Up    | Louca Inocência             |                   |                |
| 1946 | The Bachelor's Daughters      | As Filhas do Solteirão      |                   |                |
| 1947 | Angel and the Badman          | O Anjo e o Malvado          | A Última Jornada  |                |
| 1947 | Variety Girl                  | Miragem Dourada             |                   |                |
| 1947 | Calcutta                      | Calcutá                     |                   |                |
| 1948 | The Night Has a Thousand Eyes | A Noite Tem Mil Olhos       |                   |                |
| 1948 | Moonrise                      | Ao Cair da Noite            |                   |                |
| 1948 | Wake of the Red Witch         | No Rastro da Bruxa Vermelha |                   |                |
| 1949 | Song of India                 | A Canção da Índia           |                   |                |
| 1949 | The Great Dan Patch           | O Puro Sangue               |                   |                |
| 1949 | El Paso                       | Barreiras de Sangue         |                   |                |
| 1949 | Captain China                 | Capitão China               |                   |                |
| 1950 | The Lawless                   | O Fugitivo de Santa Marta   | Intolerância      |                |
| 1951 | Air Cadet                     | Escola de Bravos            |                   |                |
| 1957 | Seven Men from Now            | Sete Homens sem Destino     |                   |                |
| 1957 | The Tattered Dress            | Epílogo de uma Sentença     |                   |                |
| 1958 | No Place to Land              | Morrendo como Homem         |                   |                |
| 1961 | The Silent Call               |                             |                   |                |